# Ayatrohaedi
Ayatrohaedi (ur. 5 grudnia 1939 w Jatiwangi, zm. 18 lutego 2006 w Sukabumi) – indonezyjski pisarz, filolog i językoznawca. Specjalizował się w języku sundajskim.

## Życiorys
W 1964 r. ukończył archeologię na Uniwersytecie Indonezyjskim. W latach 1971–1973 kształcił się na Uniwersytecie w Lejdzie. W 1978 r. uzyskał doktorat z językoznawstwa (Uniwersytet Indonezyjski) na podstawie rozprawy Bahasa Sunda di Daerah Cirebon: Sebuah Kajian Lokabasa, poświęconej dialektologii języka sundajskiego.
W latach 1965–1966 był zatrudniony w Instytucie Archeologii i Dziedzictwa Narodowego (Lembaga Purbakala dan Peninggalan Nasional). Wykładał na Uniwersytecie Padjadjaran (1966–1967) oraz Uniwersytecie Indonezyjskim (od 1972). W okresie od 1983 do 1987 kierował programem studiów archeologicznych. Przez pięć lat (1989–1994) był asystentem rektora Instytutu Sztuki w Dżakarcie (Institut Kesenian Jakarta).
Jako pisarz debiutował w 1956 r. Tworzył przede wszystkim wiersze i opowiadania, w językach indonezyjskim i sundajskim. Pisał także powieści i opowiadania dla dzieci.

## Wybrana twórczość
- Hujan Munggaran (1960)
- Kabogoh Téré (1967)
- Pamapag (1972)
- Panji Segala Raja (1974)
- Yang Terpilih, zbiór opowiadań (1965)
- Warisan, zbiór opowiadań (1965)
- Pabila dan di mana (1976)

Publikacje naukowe
- Bahasa Sunda di Daerah Cirebon: Sebuah Kajian Lokabasa (1985)
- Dialektologi: Sebuah Pengantar (1979, 1981)